# Львівська військова область ЗУНР
Львівська військова область ЗУНР — одна з трьох військово-адміністративних одиниць ЗУНР. Центр — місто Львів. Створена згідно з адміністративним поділом держави розпорядженням від 13 листопада 1918 року.

## Структура
Військовий округ очолював військовий окружний комендант. Окружна команда складалася з: окружного коменданта, заступника коменданта, мобілізаційного референта, інтендантського референта, коменданта Запасного Коша та инших.

## Адміністративно-територіальний поділ
Військова область поділялася на: Львівську, Перемишльську, Рава-Руську та Самбірську військові округи ЗУНР.
До військових округ входили військові повіти:
Львівська ВО
1. Львівський
2. Сокальський
3. Жовківський
4. Гродоцький
5. Рудківський

Перемишльська ВО
1. Перемишльський
2. Мостиський
3. Добромильський
4. Березовацький
5. Саніцький
6. Ліський

Рава-Руська ВО
1. Рава-Руський
2. Ярославський
3. Яворівський
4. Цішанівський

Самбірська ВО
1. Самбірський, повітовий комісар Андрій Чайковський[1].
2. Старосамбірський
3. Турківський
4. Дрогобицький, повітові комісари: д-р Микола Бодруґ, Антін Горбачевський (з 12 листопада 1918 р.)[2].

Військовим комендантом Самбірської ВО був Михайло Мельник.